# Meranti (hout)

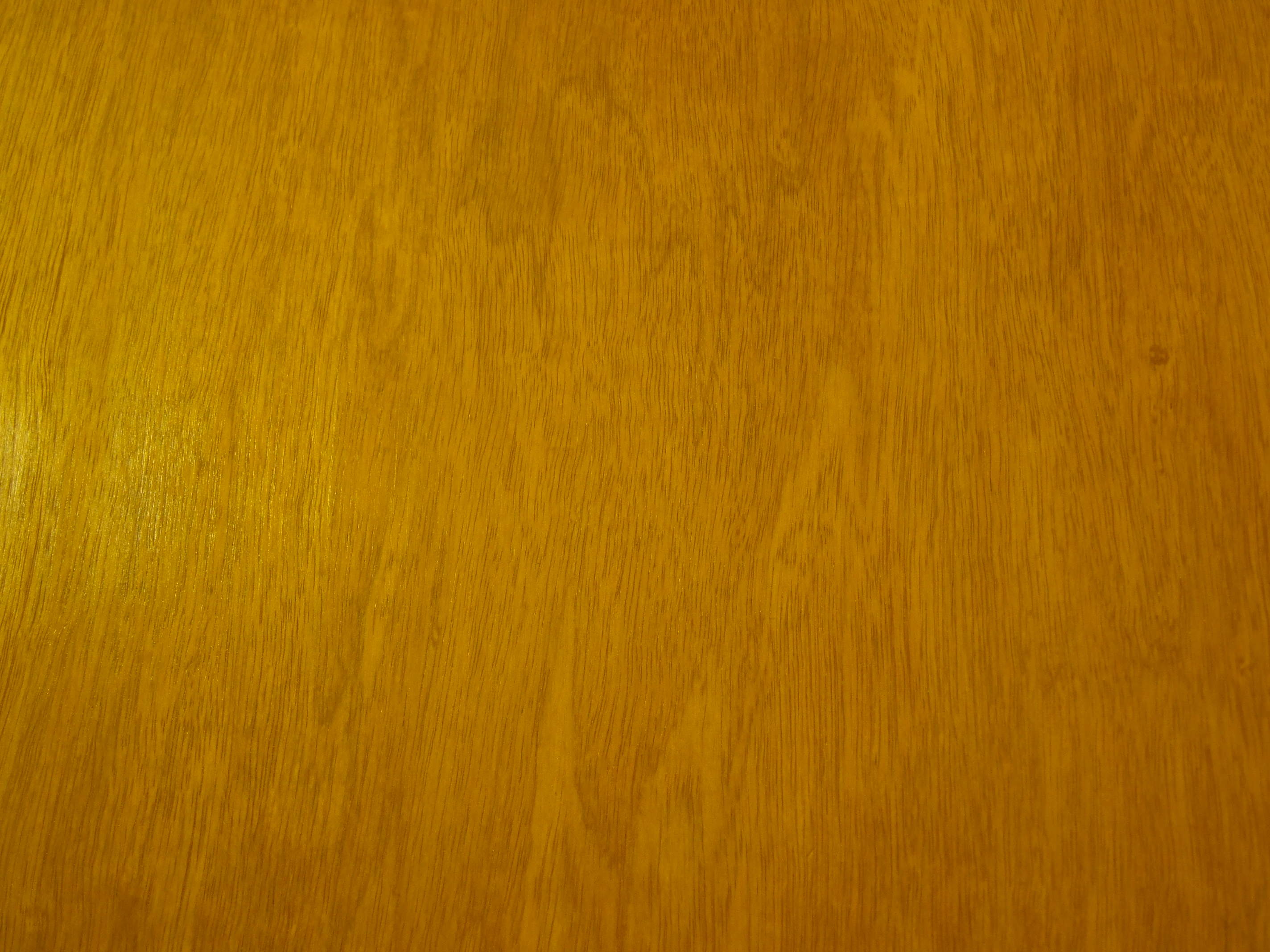
Langsvlak

Meranti is een verzamelnaam voor een groep houtsoorten, afkomstig van meer dan negentig boomsoorten die voorkomen in Zuidoost-Azië. 
Het in Nederland geïmporteerde hout komt vooral uit Maleisië en Indonesië. Meranti is in Nederland op zeer grote schaal gebruikt en is lang het voornaamste, bijna het enige tropische hout geweest dat in de bouw werd gebruikt. Meranti wordt daarom ook wel onterecht als algemene aanduiding gebruikt voor tropisch hardhout.

## Websites
- Centrum Hout. rode meranti, gele meranti en witte meranti op houtinfo